# HMS E3
Pour les articles homonymes, voir E3.
Le HMS E3 est le troisième des huit sous-marins britanniques de classe E construits pour la Royal Navy au cours de la seconde décennie du XXe siècle. Il fut construit par Vickers à Barrow-in-Furness en 1911-1912. Construits avec des compartiments étanches et une autonomie jamais atteintes auparavant, ces sous-marins étaient les meilleurs de la Royal Navy au début de la Première Guerre mondiale. Il a été torpillé et coulé par l’U-27 le 18 octobre 1914, lors de la première attaque réussie d’un sous-marin par un autre.

## Conception
Les premiers sous-marins de la classe E britannique, du E1 au E8, avaient un déplacement de 652 tonnes en surface et de 795 tonnes en immersion. Ils avaient une longueur hors tout de 55 m et un maître-bau de 6,92 m. 
Ils étaient propulsés par deux moteurs Diesel Vickers huit cylindres à deux temps de 800 chevaux (600 kW) et par deux moteurs électriques de 420 chevaux (310 kW),. 
Les navires de la classe E avaient une vitesse maximale en surface de 16 nœuds (30 km/h) et une vitesse en immersion de 10 nœuds (19 km/h), avec une capacité en carburant de 50 tonnes de gazole, leur donnant un rayon d'action de 2 802 milles marins (5 190 km) lorsqu’ils faisaient route à 10 nœuds (19 km/h). En immersion, ils avaient un rayon d'action de 74 milles (137 km) à 5 nœuds (9,3 km/h).
Les premiers bateaux du groupe 1 de la classe E étaient armés de quatre tubes lance-torpilles de 18 pouces (457 mm), un à l’avant, un de chaque côté au milieu du navire et un à l’arrière. Au total, ils emportaient huit torpilles à bord. Les bateaux du groupe 1 n’étaient pas équipés d’un canon de pont pendant la construction, mais ceux qui participèrent à la campagne des Dardanelles reçurent des canons montés à l’avant du kiosque pendant qu’ils étaient à l’arsenal de Malte.
Les sous-marins de la classe E avaient la télégraphie sans fil d’une puissance nominale de 1 kilowatt. Sur certains sous-marins, ces systèmes ont par la suite été mis à niveau à 3 kilowatts en retirant un tube lance-torpilles du milieu du navire. Leur profondeur maximale de plongée théorique était de 100 pieds (30 mètres). Cependant, en service, certaines unités ont atteint des profondeurs supérieures à 200 pieds (61 mètres). Certains sous-marins contenaient des oscillateurs Fessenden.
Leur équipage était composé de trois officiers et 28 hommes.

## Engagements
Le HMS E3 a été construit par Vickers à Barrow-in-Furness. Sa quille fut posée le 27 avril 1911. Il a été lancé le 29 octobre 1912 et mis en service le 29 mai 1914.
Lorsque la guerre avec l’Allemagne a été déclarée, le 5 août 1914, le E3 était basé à Harwich, dans la 8e flottille sous-marine de la Home Fleet.

## Perte
Le E3 a quitté Harwich le 16 octobre pour patrouiller au large de Borkum dans la mer du Nord. Le 18 octobre, il aperçoit des destroyers allemands devant lui, mais ne parvient pas à se mettre en position pour leur tirer dessus. Incapable de les dépasser, le Commander Cholmley se retira dans la baie pour attendre qu’ils se dispersent. Alors qu’il le faisait, il n’a pas vu que la baie était également occupée par l'U-27, sous le commandement du Kapitänleutnant Bernd Wegener.
Wegener fait surface et patrouille entre l’Ems et Borkum lorsqu’à 11 h 25, un objet ressemblant à une bouée est repéré là où aucune bouée ne devrait se trouver. Soupçonnant un sous-marin britannique, l’U-27 plonge immédiatement et s’approche de l’objet. Bien qu’il soit immergé jusqu’au kiosque, le numéro 83 était clairement visible sur le kiosque du bateau britannique, maintenant identifié comme tel au-delà de tout doute raisonnable. Wegener a suivi le sous-marin pendant deux heures jusqu’à ce qu’il puisse s’approcher avec le soleil levant dans le dos. Il a noté que les guetteurs regardaient attentivement dans l’autre direction, vers l’Ems. Lorsque la distance s’est réduite à 270 m, l’U-27 a tiré une seule torpille. Une explosion a suivi peu après, et l’E3 a coulé immédiatement. Des survivants étaient visibles dans l’eau, mais craignant qu’un deuxième sous-marin britannique ne rôde à proximité, l’U-27 plonge et se retire. 30 minutes plus tard, le U-boot est retourné sur les lieux pour chercher des preuves de sa victoire et d’éventuels survivants, mais sans succès. Les 31 membres d’équipage du E3 ont été perdus,.

## L’épave
En 1990, la partie arrière a été accrochée par un bateau de pêche qui, à son tour, a alerté les plongeurs de Zeester. L’épave du E3 a été découverte le 14 octobre 1994. L’arrière du E3 a été arraché par l’explosion et s’est complètement détaché. La partie arrière, y compris le tube lance-torpilles arrière, a été renflouée plus tard. L’écoutille arrière était ouverte, mais la nature de l’explosion indique que les hommes dans la salle des machines et les compartiments moteurs sont morts instantanément. Les salles des moteurs et celle des machines sont entièrement exposées et ont donc été pillées de tout ce qui pouvait se démonter, y compris la cloche.
Le kiosque a été emporte par des filets de pêche, et l’emplacement du périscope brisé est encore évident. L’échelle du kiosque aurait été donnée au Musée des sous-marins, mais n’est pas officiellement inscrite dans leurs collections. L’écoutille de chargement des torpilles est ouverte, et la section avant est en grande partie intacte.